# Veliki Jadrč
Veliki Jadrč, Jadrč Veli, lok. kajkavski Veliki Jedrč, naselje je u Gorskomu kotaru, u Primorsko-goranskoj županiji. Veliki je Jadrč i sjedište mjesnoga odbora Jadrč-Osojnik.

## Smještaj
Veliki Jadrč se nalazi u sjeveroistočnom djelu Gorskoga kotara na području grada Vrbovskog, 5 km južno od Severina na Kupi, na nadmorskoj visini od 340 do 400 metara. Smješten je na županijskoj prometnici, 4,5 km udaljen od stare Lujzijanske ceste. Nedaleko od sela prolazi autocesta A6 Rijeka-Zagreb.

## Zemljopis
Veliki Jadrč je pokupsko naselje. Smješten je na dva brda, Kasunovom (383 m) i Vrbanskom (402 m). U daljnoj okolini ističu se vrhovi Poljanak (419 m), Veliki Gložac (699 m), Jelenčev vrh (514 m), Jelovac (554 m) i Lipov vrh (606 m).

## Povijest
Godine 1608. Vlahe koji su tu zimu boravili između Severina i Bosiljeva, a najviše oko Jadrča, knez Nikola Frankapan prima u Ponikve i Dubrave.

Tijekom Drugoga svjetskoga rata (1942.) selo su opljačkali četnici.

## Gospodarstvo
Osnovu gospodarstva čini poljodjelstvo, prerada drveta te šumarstvo.
Očuvana priroda i ljepota krajolika, blizina rijeke Kupe, šumske staze, velike šumske površine i mnogobrojni izvori pitke vode dobri su preduvjeti za razvoj turizma.

## Stanovništvo
Po popisu stanovništva iz 2001. godine u Velikom Jadrču živjelo je 104 stanovnika, s okolnim selima 272.
Od toga je 26 mlađih od 30 godina, 42 je stanovnika u dobi između 30 i 60 godina, dok su 34 stanovnika starija od 60 godina. Po popisu stanovništva iz 2011. godine u Velikom Jadrču živi 73 stanovnika.
| broj stanovnika | 456   | 441   | 404   | 406   | 352   | 279   | 254   | 233   | 236   | 245   | 228   | 197   | 163   | 225   | 104   | 73    | 49    |
|                 | 1857. | 1869. | 1880. | 1890. | 1900. | 1910. | 1921. | 1931. | 1948. | 1953. | 1961. | 1971. | 1981. | 1991. | 2001. | 2011. | 2021. |

Dva okolna sela su Osojnik i Mali Jadrč.
Veliki Jadrč, kao i čitav Gorski kotar, već je 100 godina izrazito depopulacijsko područje. Do toga dovodi veliko iseljavanje u velike gradove kao što su Rijeka, Karlovac, Zagreb, ali i u strane države.
U Velikom Jadrču 1857. živjelo je 456 stanovnika, a s Malim Jadrčom i Osojnikom više od 1000 stanovnika, dok danas na tom podrućju živi nešto više od 270 stanovnika.

## Kajkavski govor
Žitelji Jadrča govore kajkavskim narječjem koje katkada ima prizvuk štokavštine, ali ima i mnogo odlika čakavskog narječja.
Neke riječi koje se govore u Jadrču su: 
orej-orah vanjkuš-jastuk    
čerešnja-trešnja lojtre-ljestve
miza-ladica pot-put 
cerkva-crkva p`s-pas 
hiša-kuća             
glibok-dubok 
okno-prozor
Najveće promjene u govoru dogodile su se u suvremeno doba jer ovaj govor usred globalizacije nestaje.

## Pruga Črnomelj/Kočevje — Vrbovsko
Pokraj Velikoga Jadrča trebala je biti sagrađena pruga koja bi povezivala Črnomelj i Vrbovsko, te dalje ići prema Sušaku, odnosno, pruga Kočevje — Jadrč — Vrbovsko. Priključak na sušačku prugu je bio predviđen 3 km sjeverno od Vrbovskoga. Godine 1939. počeli su radovi, ali je počeo Drugi svjetski rat pa pruga nikad nije završena (planirano krajem 1941.). Čak i danas su vidljivi ostatci radova. Dva tunela su i probijena, jedan je trebao ići ispod brda Lovnik, a drugi kod Malog Jadrča. Nažalost, kad je rat završio više nije bilo interesa za gradnju pruge. Na pruzi su planirane postaje: Kočevje, Mozelj, Rajndol, Knežja lipa, Čeplje, Stari trg, Radenci, Špeharija, Močile, Jadrč i Nadvučnik, u okviru širega rješenja za prijevoznu povezanost Kočevja s jedne strane i Črnomlja s druge strane prema Jadrču, kao i rješenje povezanosti Sevnice sa Šentjanžom.

## Crkva Svih Svetih
Na brdu gdje se je smjestilo groblje u Velikom Jadrču na uzvisini od 370 metara nalazi se Crkva Svih Svetih. To je jednobrodna crkva s trostranim svetištem malim zvonikom. Sagradio ju je sam narod oko 1663. godine. Crkva ima jedan glavni oltar te jedan mali s desne strane. Glavni oltar izgrađen je negdje oko 1890. godine. Crkva je posljednji put obnavljana oko 1925. godine. Dan crkve je 1. studenoga na blagdan Svih Svetih. Crkva pripada župi Lukovdol.

## DVD Veliki Jadrč
Dobrovoljno vatrogasno društvo Veliki jadrč osnovano je 1951. godine u Velikom Jadrču.
Šest godina kasnije, odnosno, 1957. započeta je izgradnja vatrogasnog doma u Velikom Jadrču. Radovi su trajali sve do 1965. godine kada je dom predan trgovačkom poduzeću „Promet „  Vrbovsko. Već tih godina počelo je opadanje članstava u DVD-u zbog velikog odlaska ljudi u prekomorske zemlje.  To je sve trajalo do 1972. godine kada je nekolicina mlađih vatrogasaca odlučila da se obnovi DVD Veliki Jadrč. Tih godina radilo na obnavljanju društva da bi se 1978. nadalje počelo masovno pristupanje u DVD Veliki Jadrč iz mjesta Osojnik.
Godine 1980. bile su značajne zato što se je pristupalo izgradnji novog vatrogasnog doma te prikupljanje financijskih sredstava za kupnju vatrogasnog vozila i opreme.
Izbijanjem Domovinskog rata u Republici Hrvatskoj 90-ih godina velik je broj članova pristupio u hrvatsku vojsku te obranu Republike Hrvatske. Već prema kraju 1991. poginuo je Marijan Vučić koji je svega nekoliko mjeseci obnašao dužnost predsjednika DVD-a.
Pri završetku rata došlo je do obnavljanja društva i školovanja za vatrogasce i vatrogasce 1. klase te dočasnike.
Danas DVD ima oko 70 članova. Prilikom intervencija djeluje u tri sela Velikom i Malom Jadrču te Osojniku. Vatrogasni dom se nalazi u središtu sela.

## Škola
Škola u Velikom Jadrču sagrađena je 1904. godine, a rekonstruirana školske godine 1973./1974. godine. Nosi naziv prema pjesniku Ivanu Goranu Kovačiću. To je područna škola, nastava se odvija u prva tri razreda, a ostale razrede učenici pohađaju u Severinu na Kupi. Škola se nalazi na početku sela.

## Poznate osobe
- Alojz Bonašin, borac NOR-a, rođen u selu Bonašini kraj Pule, poginuo u Jadrču 12. svibnja 1944.[10]
- Ante Brkan, hrvatski fotograf,[11]
- Zvonimir Vrbanac, direktor marketinga poduzeća ANSA.[12]